# 리궈제
리궈제(중국어 간체자: 黎国介, 정체자: 黎國介, 병음: Lí Guójiè, 한자음: 여국개, 1985년 10월 15일~)는 중화인민공화국의 펜싱 선수로 주 종목은 에페이다. 그는 2008년 하계 올림픽과 2012년 하계 올림픽에 참가하였다.
2012년 하계 올림픽에서 그는 남자 에페 개인전에 출전했는데, 첫 상대로 미국의 웨스턴 켈시를 상대하였다. 그러나, 그는 연장전 실점으로 7-8로 패하며 탈락하였다.

## 수상
- 2010년 아시안 게임 (광저우) – 에페 개인전 은메달

## 같이 보기
- 2008년 하계 올림픽 중국 선수단